# Knud Vermehren
Knud Frederik Rasmus Vermehren (født 19. december 1890 i København, død 1. januar 1985 i Gentofte) var en dansk bankassistent og gymnast. Som medlem af Gymnastik- og Svømmeforeningen Hermes på Frederiksberg deltog han i OL 1920.

## Gymnastikkarriere
Sammen med 19 andre danske deltagere deltog han i holdgymnastik efter frit system ved OL 1920 i Antwerpen. Kun to nationer stillede op, og Danmark fik 51,35 point på førstepladsen, mens Norge vandt sølv med 48,55 point.

## Familie
Knud Vermehren var søn af Johannes Vermehren og Ida Christine Ingeborg Henriette født Larsen og sønnesøn af maleren Frederik Vermehren.